# Lü Peng
Lu Peng (呂鵬T, 吕鹏S, Lǚ PéngP; Dalian, 28 ottobre 1989) è un calciatore cinese, centrocampista del Dalian Yingbo.

## Carriera

### Club
Lü Peng debuttò con la maglia del Dalian Shide in data 3 maggio 2009, subentrando a Jeon Woo-Keun nella vittoria per 1-0 sul Guangzhou R&F.

### Nazionale
Esordì per la Cina in data 27 marzo 2011, quando fu schierato titolare nel pareggio per 2-2 contro la Costa Rica.